# Falcon 1
A Falcon 1 a világ első teljesen magánfinanszírozású űrhajózási hordozórakétája. A két fokozatú, részben többször felhasználható rakétát a Space Exploration Technologies (SpaceX) cég fejlesztette ki a 2000-es évek második felére az Egyesült Államokban.
Az első fokozat többször felhasználható, ejtőernyővel tér vissza az óceánba. Az első fokozatot rögzítik az indítóállványhoz, és az indítás előtt begyújtva elérik vele a teljes tolóerőt. Amennyiben a hajtómű működésével probléma merül fel, a hajtómű leállítható, és a tüzelőanyag automatikus leengedése után javítható. A tervek szerint a rakétával a jelenlegi áraknál lényegesen olcsóbban lehet hasznos terhet juttatni alacsony Föld körüli pályára.

## Történet
A rakéta első három indítása sikertelen volt, a negyedik indítási kísérletet 2008. szeptember 29-én végezték el, teljes sikerrel.
Az eredeti rakéta továbbfejlesztett változata a Falcon 1e, melynek első startját 2010-re tervezték. Azonban a cég leállította a fejlesztést a költség hatékonyság miatt, és a Falcon kilenc 2010 június 4.-ei startja miatt.
Az első fokozat Merlin hajtóművének áttervezésével (ablatív hűtés helyett regeneratív hűtést alkalmazva), az alacsony Föld körüli pályára állítható teher tömegét 420 kilogrammról 900 kilogrammra növelték volna. A Falcon 1e üzembe állítása után az eredeti Falcon 1-esek repüléseit leállították volna.
A SpaceX cég tervezi a rakéta alapján a nagyobb, Falcon 9 nevű hordozórakétát is, melyet 2009-ben szándékoztak először indítani. Végül 2010-ben repült először. 2013-ban debütált végül a rakéta.azóta 28 alkalommal repült (2016.08.20)

## Indítási napló

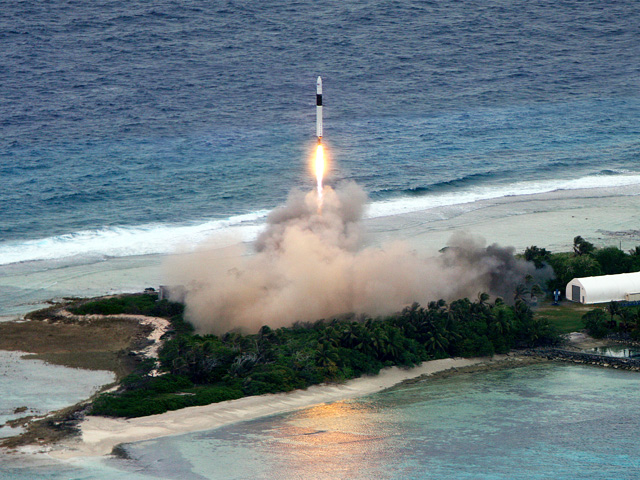
A Falcon 1 első kereskedelmi indítása 2009. július 14-én, a levegőből fényképezve

| Sorszám             | Dátum, időpont (GMT)       | Starthely     | Teher, megrendelő             | Eredmény        | Megjegyzés                                                                 |
| ------------------- | -------------------------- | ------------- | ----------------------------- | --------------- | -------------------------------------------------------------------------- |
| 1.                  | 2006. március 24. 22:30    | Omelek-sziget | FalconSat–2, DARPA            | Sikertelen      | A T+25 másodpercben a főhajtómű hajtóanyag szivárgása miatt meghibásodott. |
| 2.                  | 2007. március 21. 01:10    | Omelek-sziget | DemoSat, DARPA                | Részben sikeres | T+7 perc 30 másodpercben a főhajtóművet le kellett állítani                |
| 3.                  | 2008. augusztus 3. 03:34   | Omelek-sziget | Trailblazer Nanosail–D        | Sikertelen      | Az első és a második fokozat szétválasztása nem sikerült                   |
| 4.                  | 2008. szeptember 28. 23:15 | Omelek-sziget | 165 kilogrammos alumíniumtömb | Sikeres         | Az első teljes siker                                                       |
| 5.                  | 2009. július 14. 03:35     | Omelek-sziget | RazakSat-1, InnoSAT, CubeSat  | Sikeres         | Az első kereskedelmi indítás                                               |
| Tervezett indítások |                            |               |                               |                 |                                                                            |
| 6.                  | 2009. harmadik negyedév    | Omelek-sziget |                               |                 |                                                                            |
| 7.                  | 2009.                      | Omelek-sziget | TacSat–1                      |                 |                                                                            |